# Горячева Ірина Миколаївна
Ірина Миколаївна Горячева (7 березня 1978 , Ярославль ) — російська акторка кіно та театру.

## Життєпис
Ірина Горячева народилася 7 березня 1978 року в Тбілісі. У шкільні роки знялася в епізоді стрічки «Шапка Мономаха» у 1982 році.
У 2000 році закінчила Ярославський театральний інститут (педагог — В. Ю. Кириллов). Ще під час навчання зіграла кілька ролей у виставах театру драми імені Федора Волкова. Після закінчення театрального інституту працювала в Ярославському театрі драми імені Волкова.
У 2000 році під час гастролей Волковського театру в Санкт-Петербурзі разом із Вадимом Романовим запрошена в трупу Олександринського театру. 
В кіно Ірина Горячева дебютувала, ще будучи акторкою Ярославського театру. Але активно зніматися почала вже після переїзду в Санкт-Петербург.  

## Особисте життя
Одружена з актором Вадимом Романовим, з яким познайомилась у Ярославлі. 

## Театральні роботи
- Машенька  — «На всякого мудреця досить простоти» Олександра Островського;
- Настасья Євграфівна — «Фома» Федора Достоєвського;
- Офелія  — «Гамлет» Вільяма Шекспіра;
- Стелла  — «Великодушний рогоносець» Фернана Кроммелінка;
- Леді Ворзінгтон — «13 номер»;
- Варвара — «Петербург»;
- Дуняша — «Вишневий сад» Антона Чехова.

## Фільмографія
- 1982 — «Шапка Мономаха» — епізод;
- 2001 — «Убивча сила-2» — Надя Буковська, епізод;
- 2001 — «Кріт» — Даша, медсестра, подруга Санька;
- 2001 — «Агентство НЛС» — Жанна, телевізійниця;
- 2002 — «Листи до Ельзи» — епізод;
- 2002 — «Час любити» — епізод;
- 2003 — «Чисто по життю» — епізод;
- 2003 — «Жіночий роман» — епізод;
- 2004 — «Ментовські війни-1» — Наташа, подруга Юлі;
- 2005 — «Ріелтор» — Ксюша, подруга Марини;
- 2006 — «Старі справи» — епізод;
- 2006 — «Свій-чужий» — Віра, подруга Зої;
- 2006 — «Опера-2. Хроніки убойного відділу» — Таня Дробишева;
- 2006 — «Колекція» — Інга Фоміна, дружина Прохора;
- 2007 — «Вулиці розбитих ліхтарів-8» — Олена Галкіна, журналістка;
- 2007 — «Морозов» — Агата, головна роль;
- 2007 — «Ера Стрільця» — Саша Зав'ялова;
- 2007 — «Даішники» — дружина Лаврова;
- 2008 — «Шлях самця» — Наташа, головна роль;
- 2008 — «Одна ніч кохання» — епізод;
- 2008 — «Літєйний-2» — Марина Головіна, «королева ельфів»;
- 2008 — «Життя, якого не було» — Надя;
- 2008 — «Ера Стрільця-3» — Саша Зав'ялова, дружина Леонідова;
- 2008 — «Ера Стрільця-2» — Саша Зав'ялова);
- 2009 — «Будинок без виходу» — Тіна Кирилова, головна роль;
- 2010 — «ДамСовєт. Офісні хроніки» — епізод;
- 2011 — «Щасливчик Пашка» — Наташа, головна роль;
- 2011 — «Одинаки» — Анна, головна роль;
- 2011 — «Відплата» — Маріанна;
- 2012 — «Морські дияволи. Долі-2» — Тамара, дружина Новикова;
- 2012 — «Гончі-5» — Галина;
- 2013 — «Шаман-2» — Любов Готовцева;
- 2013 — «Вулиці розбитих ліхтарів-13» — Юлія Сазонова;
- 2014 — «Колиска над безоднею» — Інна Суменкова;
- 2014 — «Коли його зовсім не чекаєш» — Соня, головна роль;
- 2014 — «Інспектор Купер-2» — Рита, медсестра;
- 2015 — «Така робота» — Віра Алтуф'єво;
- 2015 — «Своя чужа» — Аріна Бистрова, подруга Колосковою;
- 2015 — «Народжена зіркою» — Юля Самойленко, дружина Колі;
- 2015 — «Невигадані життя» — Ірина Голубєва, продавець;
- 2015 — «Краще не буває» — Віра Іванівна, вчителька;
- 2016 — «Фронт»;
- 2016 — «Криниця забутих бажань» — 'Вероніка Павлівна Башилова (Ніка), головна роль;
- 2016 — «Новорічне щастя» — Віра, психотерапевт;
- 2016 — «Що й потрібно було довести» — Ніколаєва;
- 2016 — «Мажор-2» — Терехова, мати Ярослава;
- 2017 — «Про Віру» (у виробництві).